# Galeodes annandalei
Galeodes annandalei es una especie de arácnido  del orden Solifugae de la familia Galeodidae.

## Distribución geográfica
Se encuentra en la India y Pakistán.